# Freudenthal Instituut
Het Freudenthal Instituut (FI) is een onderzoeksinstituut van de faculteit Bètawetenschappen van de Universiteit Utrecht.
Het FI stelt zich ten doel de kwaliteit van het onderwijs in wiskunde en natuurwetenschappen te bevorderen. Het instituut realiseert deze doelstelling door middel van onderwijs, onderzoek en valorisatie. Het FI bestaat uit de bètadidactische onderzoeksgroepen (wiskunde, natuurkunde, scheikunde, biologie), de afdeling History and Philosophy of Science (HPS) en U-Talent.
Het FI is vernoemd naar de Nederlands-Duitse wiskundige Hans Freudenthal. Hij was in 1971 een van de oprichters, en de grondlegger van het realistisch rekenonderwijs.